# Antar-Telefunken
Antar-Telefunken fue un sello discográfico de Uruguay con presencia en el mercado desde 1957 hasta finales de la década de 1960.

## Historia
En 1957 la editorial musical  Antar S.A. acordó con la empresa alemana Telefunken la edición de discos Hi-Fi en Uruguay.  El sello discográfico resultante,   "Antar-Telefunken" comenzó a editar discos de diversos intérpretes regionales, como así como álbumes de Telefunken y de los sellos franceses Ducretet-Thompson y  Les Discophiles Français , los cuales eran editados por primera vez en Sudamérica.
El catálogo inicial incluía a artistas uruguayos, argentinos y paraguayos como el Conjunto Universitario "Achalay", Astor Piazzolla, Horacio Salgan, Ariel Ramírez, Luis Pasquet y Atahualpa Yupanqui, entre otros.
Con el paso del tiempo, el sello fue incorporando a su catálogo discos editados por distintas empresas discográficas de todo el mundo. En 1959 ya figuran en su catálogo además de los sellos iniciales,   las empresas estadounidenses Coral Records y Brunswick Records y la brasileña Copacabana.
Luego siguieron RGE, Discos Peerless, 20th Fox, Vox Records, Vanguard Records, Reprise que incluía grabaciones de Frank Sinatra, KAPP,  la inglesa PYE  y las argentinas  Disc-Jockey y  Music Hall, entre otras.
Fue Antar la empresa que editó las primeras grabaciones de notables artistas uruguayos como el guitarrista y docente Abel Carlevaro, o en el terreno del canto popular Daniel Viglietti o Los Olimareños, aunque la empresa puso énfasis desde sus inicios en la música culta internacional.
La firma no fue ajena a los problemas económicos que vivió Uruguay en la década de 1960, y los álbumes fueron acumulándose en los depósitos de la firma, hasta que la situación se hizo insostenible. En 1969 se establecieron varios puntos de venta en el centro de Montevideo que comercializaron a precios irrisorios el stock remanente de la empresa.

## Series
Las formas de clasificación que definieron las series bajo las cuales se editaban los discos fueron tanto por género musical, fueran estos de música clásica o popular como por el formato de grabación, existiendo discos de 78rpm, 45rpm y 33rpm.
- PLP: Fue la serie con que se editaron los álbumes de música popular (tango y folklore principalmente) que eran lanzados discos de 25 y 30cm. de 33rpm. Unos pocos álbumes coproducidos entre Antar y Sodre fueron editados con la serie "PLPS". En total fueron editados alrededor de 80 discos bajo estas denominaciones.
- ALP: Esta serie incluyó discos de música clásica, operas, recitales de guitarra clásica, entre otros. Estos eran discos de 25 y 30cm. de 33rpm. y al igual que en la serie PLP, también hubo coproducciones con Sodre, editándose en ese caso con la serie "ALPS". Se editaron aproximadamente 25 discos de estas series.
- FP: Bajo la serie FP se editaron EP de 17cm. de 45RPM y en menor medida de 33RPM. Los discos incluidos aquí eran principalmente de música popular.
- EP: Los discos de música brasileña se editaban con la serie "Copacabana". Eran discos EP de 17cm. grabados en 45RPM.
- P: La serie más numerosa fue la "P", integrada por discos de 25cm. de 78RPM.